# Convenzione per la protezione delle risorse marine viventi in Antartide
La Convenzione per la protezione delle risorse marine viventi in Antartide (Convention on the Conservation of Antarctic Marine Living Resources, CCAMLR) è parte del trattato Antartico; firmata a Canberra il 20 maggio 1980, è entrata in vigore il 7 aprile 1982, il suo obiettivo è quello di preservare la vita marina e l'integrità ambientale antartica.
Si è venuti ad un accordo per il timore che un aumento della pesca di krill nell'Oceano Atlantico potesse avere ripercussioni su altre forme di vita marina, che sul krill basano la propria alimentazione.
Le parti firmatarie della Convenzione, sono 31 nazioni:
 Argentina,
 Australia,
 Belgio,
 Brasile,
 Bulgaria,
 Canada,
 Cile,
 Corea del Sud,
 Unione europea,
 Finlandia,
 Francia,
 Germania,
 Giappone,
 Grecia,
 India,
 Italia,
 Namibia,
 Norvegia,
 Nuova Zelanda,
 Paesi Bassi,
 Perù,
 Polonia,
 Regno Unito,
 Russia,
 Spagna,
 Stati Uniti,
 Sudafrica,
 Svezia,
 Ucraina,
 Uruguay e
 Vanuatu.
La Convenzione si propone di regolare i seguenti punti:
- protezione di tutti gli organismi viventi nei mari a sud della convergenza antartica;
- regolazione di pesca ed attività associate in modo da ridurre al minimo i rischi a lungo termine per l'ecosistema marino;
- sistema di osservazione e ispezione per garantire il rispetto dei dispositivi della Convenzione.

## Sottoscrizione e ratifica
Nella tabella che segue sono riportati gli membri aderenti alla Convenzione con l'indicazione della data di firma, di deposito degli strumenti di ratifica e di entrata in vigore del trattato.
| Nazione        | Firma     | Ratifica   | Entrata in vigore |
| -------------- | --------- | ---------- | ----------------- |
| Australia      | 11.9.1980 | 6.5.1981   | 7.4.1982          |
| Argentina      | 11.9.1980 | 28.5.1982  | 27.6.1982         |
| Belgio         | 11.9.1980 | 22.2.1984  | 23.3.1984         |
| Brasile        |           | 28.1.1986  | 27.2.1986         |
| Bulgaria       |           | 1.9.1992   | 1.10.1992         |
| Canada         |           | 1.7.1988   | 31.7.1988         |
| Cile           | 11.9.1980 | 22.6.1981  | 7.4.1982          |
| Cina           |           | 19.9.2006  | 19.10.2006        |
| Isole Cook     |           | 20.10.2005 | 19.11.2005        |
| Unione europea |           | 21.4.1982  | 21.5.1982         |
| Finlandia      |           | 6.9.1989   | 6.10.1989         |
| Francia        | 16.9.1980 | 16.9.1982  | 16.10.1982        |
| Germania       | 11.9.1980 | 23.4.1982  | 23.5.1982         |
| Grecia         |           | 12.2.1987  | 14.3.1987         |
| India          |           | 17.6.1985  | 17.7.1985         |
| Italia         |           | 29.3.1989  | 28.4.1989         |
| Giappone       | 12.9.1980 | 26.5.1981  | 7.4.1982          |
| Corea del Sud  |           | 29.3.1985  | 28.4.1985         |
| Mauritius      |           | 2.9.2004   | 2.10.2004         |
| Namibia        |           | 29.6.2000  | 29.7.2000         |
| Paesi Bassi    |           | 23.2.1990  | 25.3.1990         |
| Nuova Zelanda  | 11.9.1980 | 8.3.1982   | 7.4.1982          |
| Norvegia       | 11.9.1980 | 6.12.1983  | 5.1.1984          |
| Pakistan       |           | 24.1.2012  | 22.2.2012         |
| Panama         |           | 20.3.2013  | 19.4.2013         |
| Perù           |           | 23.6.1989  | 23.7.1989         |
| Polonia        | 11.9.1980 | 28.3.1984  | 27.4.1984         |
| Russia         | 11.9.1980 | 26.5.1981  | 7.4.1982          |
| Sudafrica      | 11.9.1980 | 23.7.1981  | 7.4.1982          |
| Spagna         |           | 9.4.1984   | 9.5.1984          |
| Svezia         |           | 6.6.1984   | 6.7.1984          |
| Ucraina        |           | 22.4.1994  | 22.5.1994         |
| Regno Unito    | 11.9.1980 | 31.8.1981  | 7.4.1982          |
| Stati Uniti    | 11.9.1980 | 18.2.1982  | 7.4.1982          |
| Uruguay        |           | 22.3.1985  | 21.4.1985         |
| Vanuatu        |           | 20.7.2001  | 19.8.2001         |

## Stato depositario
Lo stato depositario della Convenzione è l'Australia nella città di Canberra presso il Department of Foreign Affairs and Trade.

## Riserva marina nel mare di Ross
Il 28 ottobre 2016 la Commissione per la protezione delle risorse marine viventi in Antartide (CCAMLR), formata da 24 nazioni e l'Unione europea, dopo 5 anni di trattative, ha raggiunto un'intesa per l'istituzione nel mare di Ross di una riserva marina di 1,55 milioni di chilometri quadrati (una superficie estesa quanto la somma dei territori di Francia e Spagna), la più estesa mai realizzata. L’accordo, firmato a Hobart, in Australia, prevede l'istituzione di un'area nel quale vi sarà un divieto assoluto di pesca della dimensione di 1,1 milioni, e di un'altra area in cui sarà consentita solo a scopo di ricerca. L'area protetta sarà attiva a decorrere dal dicembre 2017 per la durata di 35 anni.